# Září 2009
1. září
- Na Westerplatte v Gdaňsku proběhlo za hojné mezinárodní účasti připomenutí 70. výročí rozpoutání II. světové války. Ruský premiér Vladimir Putin před svým příjezdem poslal do Polska otevřený dopis, v němž se vyjadřuje k paktu Molotov–Ribbentrop či Katyňskému masakru a doufá v lepší vzájemné vztahy.[1]
- Ústavní soud odložil na základě stížnosti poslance Miloše Melčáka vykonatelnost rozhodnutí prezidenta republiky o vyhlášení předčasných voleb do Poslanecké sněmovny.[2]
- V 9.01 hodin vyjel z pražského hlavního nádraží historický vlak Winton Train, který připomíná 70. výročí záchranných transportů židovských dětí z protektorátu Čechy a Morava, které organizoval sir Nicholas Winton. Cesta do cílové stanice Liverpool Street v Londýně potrvá 4 dny. Před odjezdem došlo k odhalení Wintonova památníku.[3]

4. září
- NATO provedlo letecký úder na dvě cisternová vozidla s pohonnými hmotami unesená Talibanem u Kundúzu v Afghánistánu; bylo při tom usmrceno přes 90 lidí, z toho 40 civilistů.[4][5]

7. září
- Český ministr obrany Martin Barták se při schůzce se svým izraelským protějškem Ehudem Barakem dohodli na prohloubení vojenské spolupráce mezi Českem a Izraelem. Spolupráce má zahrnovat výcvik Čechů v Izraeli a Izraelců v Česku, výměnu tajných informací a spolupráci v oblasti výzbroje a výzkumu. Dohodu oba ministři stvrdili podepsáním memoranda o porozumění.[6][7]

8. září
- Lichtenštejnsko uznalo nezávislost Česka. Společné memorandum podepsali ministři zahraničí obou zemí – Aurelia Fricková a Jan Kohout.[8]

9. září
- Česko vyhrálo kvalifikační zápas o mistrovství světa ve fotbale nad San Marinem 7:0, nejlepší výkon předvedl Milan Baroš, který dal 4 góly.[9]
- V Praze byla slavnostně otevřena nová budova Národní technické knihovny, které je největší knihovna technické literatury v zemi s kapacitou přes 1,5 milionu knih.[10]

10. září
- Ústavní soud České republiky vyhověl ústavní stížnosti poslance Miloše Melčáka a zrušil ústavní zákon o zkrácení pátého volebního období Poslanecké sněmovny a rozhodnutí prezidenta o vyhlášení voleb do Poslanecké sněmovny.[11]
- Venezuelský prezident Hugo Chávez na návštěvě v Moskvě oznámil, že jeho země uznává nezávislost Abcházie a Jižní Osetie.[12]

11. září
- Parlament České republiky schválil novelu české ústavy, která umožňuje rozpuštění Poslanecké sněmovny prezidentem republiky, usnese-li se na tom sněmovna kvalifikovanou většinou.[13]
- Komunistický prezident Moldavské republiky Vladimir Voronin oznámil v televizním projevu, že odstoupil z funkce a předal moc prozápadně orientované opozici.[14]

12. září
- V Texasu zemřel ve věku 95 let na rakovinu Norman Borlaug, americký agronom a nositel Nobelovy ceny míru, jeden ze spolutvůrců tzv. zelené revoluce.[15]
- V Los Angeles zemřel ve věku 88 let na rakovinu jeden z nejlepších tenistů historie Jack Kramer.[16]
- V rámci tzv. Týdne nepřizpůsobivosti obsadili squatteři nevyužívaný dům na Albertově. Sympatizující demonstranty násilně rozehnali policejní těžkooděnci, nad ránem pak zatkli i squattery včetně reportéra iDnes.[17][18][19]

14. září
- V Los Angeles zemřel ve věku 57 let na rakovinu slinivky břišní americký herec Patrick Swayze.[20]

15. září
- Předseda ČSSD Jiří Paroubek oznámil, že jeho strana nepodpoří hlasování o rozpuštění poslanecké sněmovny,[21] čímž bylo znemožněno dohodnuté rozpuštění sněmovny podle právě novelizované ústavy za účelem konání předčasných voleb.[22]
- Předseda ODS Mirek Topolánek rezignoval na svůj poslanecký v reakci na krok ČSSD.[23]
- Norský premiér Jens Stoltenberg se prohlásil vítězem parlamentních voleb, když jeho koalice po sečtení 99,9 procenta hlasů získala 86 z 169 mandátů.[24]

16. září
- Japonským premiérem se stal Jukio Hatojama z Demokratické strany, která ukončila několik desetiletí trvající vládu dominantní Liberální demokratická strany.[25]
- Evropský parlament zvolil předsedou Evropské komise na dalších 5 let Portugalce Josého Barrosa.[26]

17. září
- USA opouštějí projekt protiraketové obrany v České republice a Polsku.[27]
- Maďarsko a Chorvatsko podepsali dohodu o vytvoření největší chráněné říční oblasti v Evropě kolem řek Dunaje, Drávy a Mury o rozloze 630 tisíc hektarů.[28]

19. září
- Tenisový tým ČR porazil Chorvatsko a postoupil do finále Davisova poháru, poprvé jako samostatné mužstvo, resp. potřetí včetně historie československého tenisu.[29]

21. září
- V newyorském sídle Organizace spojených národů proběhl summit o globálních změnách klimatu.[30]
- Na setkání slovenského premiéra Roberta Fica se svým srbským protějškem Mirkem Cvetkovićem v Bratislavě zopakoval slovenský premiér, že Slovensko samostatný kosovský stát neuzná.[31]

22. září
- Generální ředitelkou Organizace OSN pro výchovu, vědu a kulturu (UNESCO) byla zvolena Bulharka Irina Bokovová.[32]

23. září
- V saúdskoarabské Džiddě byla otevřena nová, špičkově vybavená Technická a přírodovědecká univerzita krále Abdalláha.[33]

24. září
- V Praze zemřela ve věku 79 let česká spisovatelka Ljuba Štíplová, spoluautorka Čtyřlístku.[34]

25. září
- Německý prezident Horst Köhler svým podpisem dokončil ratifikaci lisabonské smlouvy v Německu.[35]

26. září
- Papež Benedikt XVI. zahájil na ruzyňském letišti v Praze třídenní návštěvu České republiky.[36]
- Ve švýcarském Curychu byl zatčen filmový režisér Roman Polanski na základě amerického zatykače z roku 1978 v souvislosti s údajným znásilněním v roce 1977.[37]

27. září
- Čeští fotbalisté do 20 let vyhráli úvodní zápas Mistrovství světa v Egyptě nad Austrálií 2:1.[38]
- Parlamentní volby v Německu vyhrála CDU současné kancléřky Angely Merkelové, která poté utvořila „černo-žlutou“ koalici s liberální FDP. Sociální demokraté rekordně propadli, polepšili si naopak Zelení a Die Linke.[39]
- V parlamentních volbách v Portugalsku zvítězila vládnoucí středolevicová Socialistická strana (PS) v čele s premiérem José Sócratesem, která obdržela 36,56 % hlasů. Na druhém místě skončila středopravicová Sociálnědemokratická strana s 29,09 % hlasů. Do parlamentu se dostala ještě pravicová strana CDS-PP, radikálně levicová BB a koalice komunistů a ekologistů. Levicové strany udržely v parlamentu většinu.[40]
- Benedikt XVI. navštívil jako první papež brněnskou diecézi, mše na letišti v Tuřanech se zúčastnilo asi 120 000 lidí.[41]

28. září
- V poslední den své návštěvy ČR sloužil papež Benedikt XVI. ve Staré Boleslavi poutní mši při příležitosti svátku sv. Václava, setkal se při ní také s mládeží.[42]

29. září
- Vláda Jana Fischera schválila návrh státního rozpočtu České republiky pro rok 2010 se schodkem 163 miliard korun, asi 5,2 % hrubého domácího produktu.[43]
- Skupina senátorů převážně z ODS předložila Ústavnímu soudu návrh na přezkoumání Lisabonské smlouvy.[44]

30. září
- Generálním ředitelem Českého rozhlasu byl zvolen Richard Medek.[45]